# Grady Tate
Grady Tate (født 14. januar 1932 i Durham, North Carolina - død 8 oktober 2017 i New York City, USA) var en amerikansk jazztrommeslager og sanger.
Tate kom til New York i 1963, og kom frem i orkesterlederen Quincy Jones big band. 
Hans elegante lette og intense spil var med til at forme trio-formatet, især orgeltrio-formatet. 
Tate spillede i hardbop og souljazz-stil, men spillede også moderne jazz. Han kan høres på mange Jimmy Smith og Wes Montgomery plader.
Han spillede med bl.a. Count Basie, Duke Ellington, Duke Pearson, Stan Getz, Chick Corea, Ron Carter, Rahsaan Roland Kirk, Oscar Peterson, Ella Fitzgerald, Sarah Vaughan, Zoot Sims, Ray Charles, Red Rodney og Ray Brown.
Han indspillede og ledede egne grupper, både som trommeslager og sanger i eget navn i jazz/Soul stil.

## Eksterne kilder og henvisninger
- Om Grady Tate